# RF-effektforstærker
 Ikke at forveksle med Audio effektforstærker.
En radiofrekvens effektforstærker (RF-effektforstærker) er en type af elektroniske forstærkere, som forstærker et laveffekt radiofrekvens signal til et effektmæssigt stærkere signal. Typisk sidder RF-effektforstærkeren i en radiosender, som driver en radioantenne. Design mål inkluderer ofte forstærkning, udgangseffekt, båndbredde, effektivitet, linearitet (lav signalkompression ved ydet udgangseffekt), indgangs- og udgangs impedanstilpasning - og varmeafgivelse.

## Forstærkerklasser
Mange moderne RF-effektforstærkere arbejder i forskellige arbejdstilstande, kaldet "klasser", for at hjælpe med at opnå forskellige designmål. Eksempler på klasser er klasse A, klasse AB, klasse B, klasse C, som opfattes som de lineare forstærker klasser. I disse klasser opfattes den aktive enhed som en styret strømkilde. Bias på indgangen bestemmer forstærkerklassen. Et typisk kompromis i effektforstærkerdesign er kompromisset mellem effektivitet og linearitet. De tidligere benævnte klasser bliver mere effektive, men mindre lineare i den nævnte rækkefølge. Hvis the den nævnte aktive enhed arbejder som en elektrisk kontakt resulterer det i højere effektivitet, teoretisk op til 100%, men lavere linearitet. Af elektrisk kontakt/switch-mode klasser er der klasse D, klasse F og klasse E. Klasse D forstærkere anvendes typisk ikke i RF-anvendelser, fordi den aktive enhed "kun" har en endelig switch-hastighed og typisk mulig rumladning når i mætning, hvilket kan forårsage høj I-V produkt, hvilket får effektiviteten til at minskes meget.

## Faststof kontra elektronrørs forstærkere
Moderne RF-effektforstærkere anvender faststofenheder såsom bipolare transistorer og MOSFETs (LDMOS). Transistorer og andre moderne faststofenheder har erstattet elektronrør i det fleste elektronikudstyr, men elektronrør bliver stadig anvendt i nogle højeffekt radiosendere (se rør RF-forstærker). Selvom transistorer er mekanisk robuste, er de elektrisk skrøbelige – transistorer ødelægges let ved for høj spænding eller for høj overstrøm. Elektronrør er mekanisk skrøbelige, men elektrisk robuste – elektronrør kan tåle forbavsende høj elektrisk overbelastning uden synderlig beskadigelse.

## Anvendelser
RF-effektforstærkeres grundanvendelser omfatter at drive en anden højeffektforstærker, drive en sendende radioantenne og eksitere mikrobølgehulrumsresonatorer. radiosender–radiomodtager anvendes ikke kun til audio og datakommunikation, men også til vejrmåling (i form af en radar).[kilde mangler]

## Bredbåndseffektforstærker design
Impedans transformation over stor båndbredde er svær at realisere, derfor anvender de fleste bredbåndsforstærkere 50 Ω som udgangsbelastning og indgangsbelastning. Transistor udgangseffekten er begrænset til:
{\displaystyle P_{out}\leq {\frac {(V_{br}-V_{k})^{2}}{8Z_{o}}}}
{\displaystyle V_{br}} er defineret som breakdown-spændingen
{\displaystyle V_{k}} er defineret som knæ-spændingen
og {\displaystyle Z_{o}} vælges så den ønskede effekt kan opnås. Den eksterne belastning er typisk {\displaystyle Z_{L}=50\Omega \,}, derfor skal der være en transformatorfunktion som transformerer fra {\displaystyle Z_{o}} til {\displaystyle Z_{L}=50\Omega \,}.
Belastningslinje metoden bliver ofte anvendt i RF-effektforstærker design.